# Зарєчка (Казанський район)
Зарі́чка (рос. Заречка) — присілок у складі Казанського району Тюменської області, Росія.
Населення — 240 осіб (2010, 284 у 2002).
Національний склад станом на 2002 рік:
- росіяни — 91 %